# Alfred Des Cloizeaux
Alfred Louis Olivier Legrand Des Cloizeaux, francoski mineralog, * 17. oktober 1817, Beauvais, Francija, † 6. maj 1897, Pariz.
Cloizeaux je bil profesor mineralogije na École normale supérieure in na Muséum national d'histoire naturelle.
Leta 1889 je postal predsednik Francoske akademije znanosti.
Po njem nosi ime mineral Deskloizit.

## Priznanja

### Nagrade
- Wollastonova medalja, 1886
- Rumfordova medalja, 1870

1. 1 2  podatkovna baza Léonore — ministère de la Culture.
2. 1 2  data.bnf.fr: platforma za odprte podatke — 2011.
3. 1 2  www.accademiadellescienze.it
4. ↑  SNAC — 2010.
5. ↑  LIBRIS — Kraljevska knjižnica Švedske, 2012.